# C/2009 F6
C/2009 F6 lub Kometa Yi-SWAN – kometa długookresowa.

## Odkrycie i nazwa
Kometę tę odkryli astronom amator koreański Yi Dae-am 26 marca 2009 roku oraz naukowcy analizujący odczyty z instrumentu SWAN, zainstalowanego na pokładzie sondy SOHO. Nazwa komety nosi zatem dwa człony.

## Orbita komety
Orbita komety C/2009 F6 ma kształt elipsy o mimośrodzie 0,997. Jej peryhelium znajduje się w odległości 1,27 au, aphelium zaś aż 1022,9 j.a. od Słońca. Jej okres obiegu wokół Słońca wynosi 11589,76 roku, nachylenie do ekliptyki to wartość 85,7˚.